# ان‌جی‌سی ۲۵۹
ان‌جی‌سی ۲۵۹ (انگلیسی: NGC 259) نام یک کهکشان مارپیچی در صورت فلکی نهنگ است.